# Guriasz (Stiepanow)
Guriasz, imię świeckie Aleksiej Iwanowicz Stiepanow (ur. 20 września?/2 października 1880 w Czeboksarach, zm. 1 listopada 1937 w Niżnym Nowogrodzie) – rosyjski biskup prawosławny, misjonarz specjalizujący się w zagadnieniach buddyzmu i kultury mongolskiej, publicysta religijny.

## Życiorys

### Działalność przed 1920. Wykładowca Kazańskiej Akademii Duchownej
Jego ojciec był dawnym podoficerem. Przyszły duchowny uzyskał średnie wykształcenie teologiczne w seminarium duchownym w Kazaniu (1902), a następnie w Kazańskiej Akademii Duchownej. Zdecydowany podjąć w przyszłości pracę duszpasterską jako misjonarz, uczył się języka mongolskiego i poznawał buddyzm. Był uczniem duchownym późniejszego świętego mnicha Gabriela (Zyrianowa). Jeszcze jako słuchacz akademii zaczął publikować artykuły apologetyczne.
Wieczyste śluby mnisze złożył 16 kwietnia 1905, przyjmując imię zakonne Guriasz na cześć św. Guriasza z Kazania. Święcenia diakońskie przyjął 24 czerwca 1905, zaś 26 marca roku następnego został wyświęcony na kapłana. W 1906 ukończył Kazańską Akademię Duchowną jako kandydat nauk teologicznych, zaś za dysertację poświęconą nauce o zbawieniu w buddyzmie i w chrześcijaństwie otrzymał nagrodę im. metropolity Makarego. Został zatrudniony na uczelni jako p.o. docenta w katedrze język kałmuckiego i wykładowca etnografii plemion mongolskich i historii prowadzonych wśród nich misji. Następnie odbył roczny staż w Akademii Nauk w Petersburgu oraz na stołecznym uniwersytecie. W latach 1908–1909 pracował w guberni astrachańskiej, poznając język kałmucki i kulturę kałmucką. Owocem prywatnych badań w tym kierunku była seria artykułów poświęconych historii prawosławnych misji wśród Kałmuków.
W 1909 uzyskał stopień magistra teologii i został mianowany docentem Kazańskiej Akademii Duchownej, gdzie nadal pracował, wykładał język mongolski. Brał udział w zjazdach misjonarzy rosyjskich w Kazaniu i Irkucku w 1910, za co na wniosek arcybiskupa Antoniego (Chrapowickiego) otrzymał od Świątobliwego Synodu Rządzącego Biblię. W tym samym roku został w Kazańskiej Akademii Duchownej profesorem nadzwyczajnym. Od 1911 był również nadzorcą kursów misjonarskich przy Akademii, zaś od 1912 sam na nich wykładał. W Akademii wykładał buddyzm tybetański i jego krytykę.
W 1912 został inspektorem Kazańskiej Akademii Duchownej, następnie otrzymał godność archimandryty i stopień naukowy doktora historii Kościoła za pracę poświęconą rozprzestrzenianiu się chrześcijaństwa wśród Mongołów. W 1916 został profesorem zwyczajnym w katedrze przedmiotów misyjnych Akademii. Wśród studentów cieszył się znacznym autorytetem, we własnym mieszkaniu organizował spotkania dyskusyjne z udziałem słuchaczy i wykładowców. W latach 1916–1917 był asystentem rektora uczelni.
W 1917 wziął udział w zjeździe wykształconego duchowieństwa zakonnego, był zastępcą przewodniczącego jego prezydium. Popierał przedstawioną przez biskupa wołokołamskiego Teodora koncepcję utworzenia bractwa wykształconych mnichów i prowadzenia przez nie szkoły teologicznej. Był również delegatem na Sobór Lokalny Rosyjskiego Kościoła Prawosławnego w latach 1917–1918, gdzie pracował w komisjach ds. monasterów oraz ds. akademii duchownych. Po wydaniu przez Radę Komisarzy Ludowych dekretu oddzielającego Cerkiew od państwa i od szkolnictwa razem z biskupem wołokołamskim Teodorem pracował nad organizacją szkoły teologicznej przy Monasterze Daniłowskim. W 1919 zarządzał także moskiewskim monasterem Spotkania Włodzimierskiej Ikony Matki Bożej. W tym samym roku, 2 października, został aresztowany i krótko przebywał w więzieniu na Butyrkach.

### Biskup. Działalność w ZSRR
8 lutego 1920 przyjął chirotonię na biskupa ałatyrskiego, wikariusza eparchii symbirskiej. Nie wyjechał jednak do miasta, w którym powinien prowadzić działalność duszpasterską, lecz pozostawał w Moskwie, w Monasterze Daniłowskim, chociaż formalnie kierował monasterem Opieki Matki Bożej. W 1920 razem z biskupem Teodorem został aresztowany i osadzony na Butyrkach. Po miesiącu aresztu został bez procesu sądowego skierowany do obozu w dawnym Monasterze Sołowieckim, gdzie miał przebywać do zakończenia wojny domowej. Nigdy jednak nie wyjechał na Sołowki, gdyż wyrok zmieniono mu najpierw na pięć lat więzienia, zaś w 1922 został zwolniony po podpisaniu zobowiązania do pozostania w Moskwie.
Po odzyskaniu wolności zamieszkał w moskiewskim monasterze Opieki Matki Bożej. Sprzeciwiał się ruchowi odnowicielskiemu. Należał do „opozycji daniłowskiej” – kierowanej przez biskupa Teodora i skupionej wokół Monasteru Daniłowskiego grupy duchowieństwa zdecydowanie wrogiej wobec bolszewików, krytycznie oceniającej postawę patriarchy Tichona w relacjach z władzami jako nazbyt ugodową.
W czerwcu 1923 patriarcha wyznaczył go na locum tenens eparchii petersburskiej i ładoskiej. Biskup Guriasz udał się do Petersburga i zapoznał się z sytuacją miejscowych struktur prawosławnych, po czym przekonawszy się, że była ona bardzo trudna i chcąc uniknąć aresztowania wyjechał do Monasteru Pskowsko-Pieczerskiego. Jeszcze w tym samym roku został zatrzymany za bezprawne przebywanie w strefie przygranicznej, jednak więzienie w Pskowie szybko opuścił. Po tym wydarzeniu wrócił do Moskwy. Osiadł w Kubince, miejscowości poza granicami administracyjnymi miasta i stamtąd kierował monasterem Opieki Matki Bożej.
W 1924 otrzymał godność arcybiskupią i został wyznaczony do objęcia katedry irkuckiej. Nigdy nie zdołał dotrzeć do nowej eparchii, został bowiem ponownie uwięziony pod zarzutem prowadzenia w kazaniach agitacji antyradzieckich oraz współpracy z opozycją daniłowską. Zwolniony po podpisaniu zobowiązania o pozostaniu w Moskwie, na wolności przebywał do listopada 1925, gdy ponownie znalazł się na Butyrkach, oskarżony o udział w monarchistycznej organizacji kontrrewolucyjnej razem z innymi duchownymi skupionymi wokół Monasteru Daniłowskiego. W 1926 został skazany na trzyletnią zsyłkę do Jakucka.
W Jakucku podjął pracę w miejscowym towarzystwie naukowym. Wspólnie z Aleksandrem Samarinem przetłumaczył z języka niemieckiego gramatykę języka jakuckiego i przygotował niewielkie opracowania o kulturze Czukczów. W 1928 został po raz drugi skazany na trzyletnią zsyłkę, jednak zwolniono go na rok przed upływem terminu kary.

### W latach 30.
Po odzyskaniu wolności nie zgodził się zostać ordynariuszem eparchii kostromskiej. W 1930 został zatem arcybiskupem suzdalskim, locum tenens eparchii włodzimierskiej. Nie uzyskał zgody na pracę duszpasterską we Włodzimierzu, toteż wyjechał ponownie do Moskwy. Tam kontaktował się z nie wspominającymi, lecz sam nie zdecydował się na otwarte zerwanie z locum tenens Patriarchatu Moskiewskiego metropolitą Sergiuszem. Następnie z powodu choroby całkowicie zaprzestał działalności duszpasterskiej. W 1931 ukończył swoją najważniejszą pracę teologiczną „Człowiek stworzony przez Boga”, w której przedstawiał i uzasadniał chrześcijańskie pojmowanie sensu życia. Udzielał konsultacji studentom przygotowującym prace dyplomowe, nie zgodził się jednak na wzięcie udziału w tworzeniu podziemnej uczelni teologicznej, co proponował mu biskup Bartłomiej (Riemow).
W 1932 został po raz kolejny aresztowany i osadzony na Butyrkach, oskarżony o kierowanie kontrrewolucyjną grupą mnichów, której celem miała być zmiana polityki wyższych władz cerkiewnych i rozpoczęcie przez nie czynnego zwalczania władzy radzieckiej. Został skazany na trzy lata łagru. Już w czasie jego pobytu w obozie pierwotny wyrok został wydłużony. Guriasz (Stiepanow) zginął w czasie wielkiego terroru, aresztowany i rozstrzelany w Sibłagu, gdzie odbywał karę.